# Han Jae-yi
Han Jae-yi (en hangul, 한재이; nacida el 27 de abril de 1991) es una actriz de cine y televisión surcoreana.

## Carrera
Su interés por la actuación nació durante los estudios en la escuela secundaria: en las clases de francés, su profesora ponía vídeos de musicales, como Notre-Dame de Paris o Los miserables. Fue a la Universidad Konkuk, donde se especializó en cine.
Debutó como la «estudiante 5» en el filme de Hong Sang-soo Nobody's Daughter Haewon (2013). Después volvió a aparecer con pequeños papeles en otras tres películas de Hong: Our Sunhi (2013), En la playa sola de noche (2017) y Grass (2018), en estas últimas ya con líneas de diálogo.
Como actriz, tiene una relación profunda con Ahn Jae-hong. Se conocieron durante el rodaje de Nobody's Daughter Haewon, y gracias a eso apareció en dos cortometrajes (Diecinueve, Yeon-joo, de 2014, y Cerdo negro, de 2015) dirigidos por él, así como en la mencionada En la playa sola de noche. Dicha relación se prolongó hasta 2023, con la participación de ambos en la serie La chica enmascarada.
Desde el 22 de febrero de 2018 había estado representada por la agencia Fine Cut Entertainment, pero el 6 de septiembre de 2022 la actriz firmó un contrato exclusivo con la agencia Andmark.
Hasta 2023 había tenido poca presencia en televisión, en algunas series importantes (Hotel del Luna, Be Melodramatic y Melting Me Softly, entre otras) pero siempre con papeles muy breves. Ese año, su aparición en dos capítulos de la serie de Netflix La chica enmascarada con el personaje de Choon-ae, una bailarina compañera de la protagonista, contribuyó a darla a conocer al público televisivo.

## Filmografía

### Cine
| Año  | Título                       | Hangul                    | Papel                        | Notas        | Ref.         |
| ---- | ---------------------------- | ------------------------- | ---------------------------- | ------------ | ------------ |
| 2013 | Nobody's Daughter Haewon     | 누구의 딸도 아닌 해원     | Estudiante 5                 |              | [ 1 ]        |
| 2013 | Our Sunhi                    | 우리 선희                 | Estudiante                   |              | [ 1 ]        |
| 2014 | The Wicked                   | 마녀                      | Hwa-yeong                    |              |              |
| 2014 | Diecinueve, Yeon-joo         | 열아홉, 연주              |                              | Cortometraje | [ 8 ]        |
| 2015 | Cerdo negro                  | 검은 돼지                 |                              | Cortometraje | [ 8 ]        |
| 2017 | Garak Market Revolution      | 장기왕: 가락시장 레볼루션 | Hee-bin                      |              |              |
| 2017 | En la playa sola de noche    | 밤의 해변에서 혼자        | Seon-hee                     |              |              |
| 2018 | Salvación                    | 구원                      | Yeong-joo                    | Cortometraje | [ 9 ]        |
| 2018 | Grass                        | 풀잎들                    | Novia del hermano de Ah-reum |              | [ 2 ] [ 10 ] |
| 2019 | Light for the Youth          | 젊은이의 양지             | Jae-won                      |              |              |
| 2020 | Samjin Company English Class | 삼진그룹 영어토익반       | Secretaria del director      |              |              |
| 2020 | Sol de juventud              | 젊은이의 양지             | Jae-won                      |              | [ 11 ]       |

### Series de televisión
| Año  | Título                    | Papel                           | Canal   | Notas                      | Ref.          |
| ---- | ------------------------- | ------------------------------- | ------- | -------------------------- | ------------- |
| 2018 | Something in the Rain     |                                 | jTBC    |                            |               |
| 2018 | Room No. 9                | Esther Ki                       | tvN     |                            | [ 10 ]        |
| 2019 | Hotel del Luna            | Seo Joo-hee - fantasma sin ojos | tvN     | Ep. 4                      | [ 12 ] [ 13 ] |
| 2019 | Be Melodramatic           | Cheon I-seul                    | jTBC    |                            |               |
| 2019 | Space House               | Lee Joo-yeon                    | KBS2    | Drama Special - 1 episodio | [ 14 ] [ 15 ] |
| 2019 | Melting Me Softly         | Productora So                   | tvN     |                            | [ 16 ]        |
| 2021 | A Person Like You         | Yoon-jeong                      | jTBC    |                            |               |
| 2022 | From Today, We            | Park Na-hee, detective          | SBS     |                            | [ 17 ] [ 18 ] |
| 2023 | Nos vemos en mi 19.ª vida | Cheon Ka-hee                    | tvN     | Aparición especial, ep. 10 | [ 19 ] [ 20 ] |
| 2023 | La chica enmascarada      | Kim Choon-ae                    | Netflix | Serie web                  | [ 6 ] [ 21 ]  |
| 2024 | Good Partner              | Choi Sa-ra                      | SBS     |                            | [ 22 ] [ 23 ] |
| 2024 | Cuando el teléfono suena  | Hong In-ah                      | MBC     |                            | [ 24 ] [ 25 ] |